# حرب لم الشمل
كانت حرب لم الشمل (1683-1884) صراعًا بين فرنسا وإسبانيا والإمبراطورية الرومانية المقدسة وحلفائهم. يمكن اعتبارها استمرارًا لحرب الانتقال من 1667-1668 والحرب الفرنسية الهولندية التي امتدت من 1672 إلى 1678، والتي كانت مدفوعة بعزم لويس الرابع عشر على إنشاء حدود يمكن الدفاع عنها على طول الحدود الشمالية والشرقية لفرنسا. على الرغم من السلام الذي أنشأته معاهدة نيميغن عام 1678، احتفظ لويس بجيش كبير، وهو عمل غير عادي للغاية في تلك الفترة. في عام 1681، استولت قواته على ستراسبورغ وفي عام 1682 احتلت إمارة أورانج، ثم امتلكت خصمًا رئيسيًا لفرنسا، وليام أورانج. وتبع ذلك اندلاع الحرب في عام 1683؛ وساعد التوسع الفرنسي وجود الانقسامات بين خصوم فرنسا ولكن هذه الإجراءات مجتمعة لتوحيدهم في التحالف الكبير 1688، التحالف المناهض للفرنسية الذي قاتل في حرب السنوات التسع وحرب الخلافة الإسبانية.

## خلفية
المعاهدات التي أنهت حرب الانتقال (معاهدة إيكس لا شابيل [1668]) والحرب الفرنسية الهولندية (معاهدة نيميغن [1678])، وكذلك معاهدة ويستفاليا 1648 (التي أنهت حرب الثلاثين عاما)، تنازلت عن عدد من المدن لفرنسا. حسب التقاليد، عندما تتغير ملكية المدينة، تتغير معها المناطق الريفية المحيطة بها، حيث زودتها بالطعام وغيرها من الإمدادات. في كثير من الأحيان، كانت حدود هذه المناطق التابعة غير محددة. وهكذا، قدم لويس ومحكمته، منذ عام 1670، العديد من محاكم لم الشمل للتحقيق فيما إذا كانت فرنسا قد مُنحت كل الأراضي التي كانت لها. قضت محاكم لم الشمل الموالية للملك بعد مراجعة وثائق القرون الوسطى المتعارضة، بمنح فرنسا عددًا من المناطق النائية. كانت تتألف عمومًا من بلدات وقرى صغيرة، وفي الغالب، لم يعترض أحد على توسع لويس.
وجاءت معظم الأراضي المأخوذة من هولندا الإسبانية والأجزاء الغربية من الإمبراطورية الرومانية المقدسة، وخاصة الألزاس. اثنان من هذه الأراضي التي استولى عليها لويس كجزء من لم الشمل كانت ستراسبورغ ولوكسمبورغ. رسميا، كان من المفترض أن تظل ستراسبورغ مدينة محايدة ومستقلة. ومع ذلك، ترك ذلك أراض ريفية كبيرة تحت سيطرة لويس والتي لم تكن محمية من قبل مدن الحامية الرئيسية، لأن مستشاري لويس اعتقدوا أنه طالما بقيت ستراسبورج مستقلة، فلن تكون الألزاس آمنة من أي هجوم. في الواقع، تم استخدام الجسر فوق نهر الراين في ستراسبورغ بشكل متكرر من قبل قوات الإمبراطورية الرومانية المقدسة.
كانت ستراسبورج بمثابة بوابة للغزوات الإمبراطورية في الألزاس ثلاث مرات خلال الحرب الفرنسية الهولندية الأخيرة. وهكذا، فإن ستراسبورج قد عرّضت أراضي لويس التي ضُمت حديثًا في الألزاس للخطر، تمامًا مثلما هيمنت القلعة الكبرى في لوكسمبورغ على المناطق الأخرى التي ضمها لويس من هولندا الإسبانية. في عام 1681، ضُمت ستراسبورغ، التي كانت تُعتبر «مدينة مستقلة» في الإمبراطورية الرومانية المقدسة، بعد أن حاصر لويس المدينة بقوة ساحقة. سار لويس في المدينة في 30 سبتمبر 1681.
كما أمر لويس المارشال لويس فرانسوا بوفلرز بإحاطة وبدء وابل من المدفعية والهاون على لوكسمبورغ.
كان صيف عام 1683 بمثابة ذروة حرب العصبة المقدسة، حيث خضع الجانب الشرقي للإمبراطورية الرومانية المقدسة لأكبر هجوم على الإطلاق من قبل الإمبراطورية العثمانية. كسرت الحرب على الجبهة الشرقية للإمبراطورية الرومانية المقدسة زخم مواجهة لويس مع الإمبراطورية على لوكسمبورغ. قرر لويس أنه سيكون من غير المنطقي أن يهاجم مملكة مسيحية أخرى بينما كانت تلك المملكة تتعرض للهجوم من قبل الكفار الأتراك.
وفقا لذلك، في مارس 1682، أمر لويس بوقف قصف لوكسمبورغ وسحب قواته. في 12 سبتمبر 1683، هزمت القوات الإمبراطورية والألمانية والبولندية مجتمعة الأتراك أمام جدران فيينا، منهية التهديد التركي.

## حرب

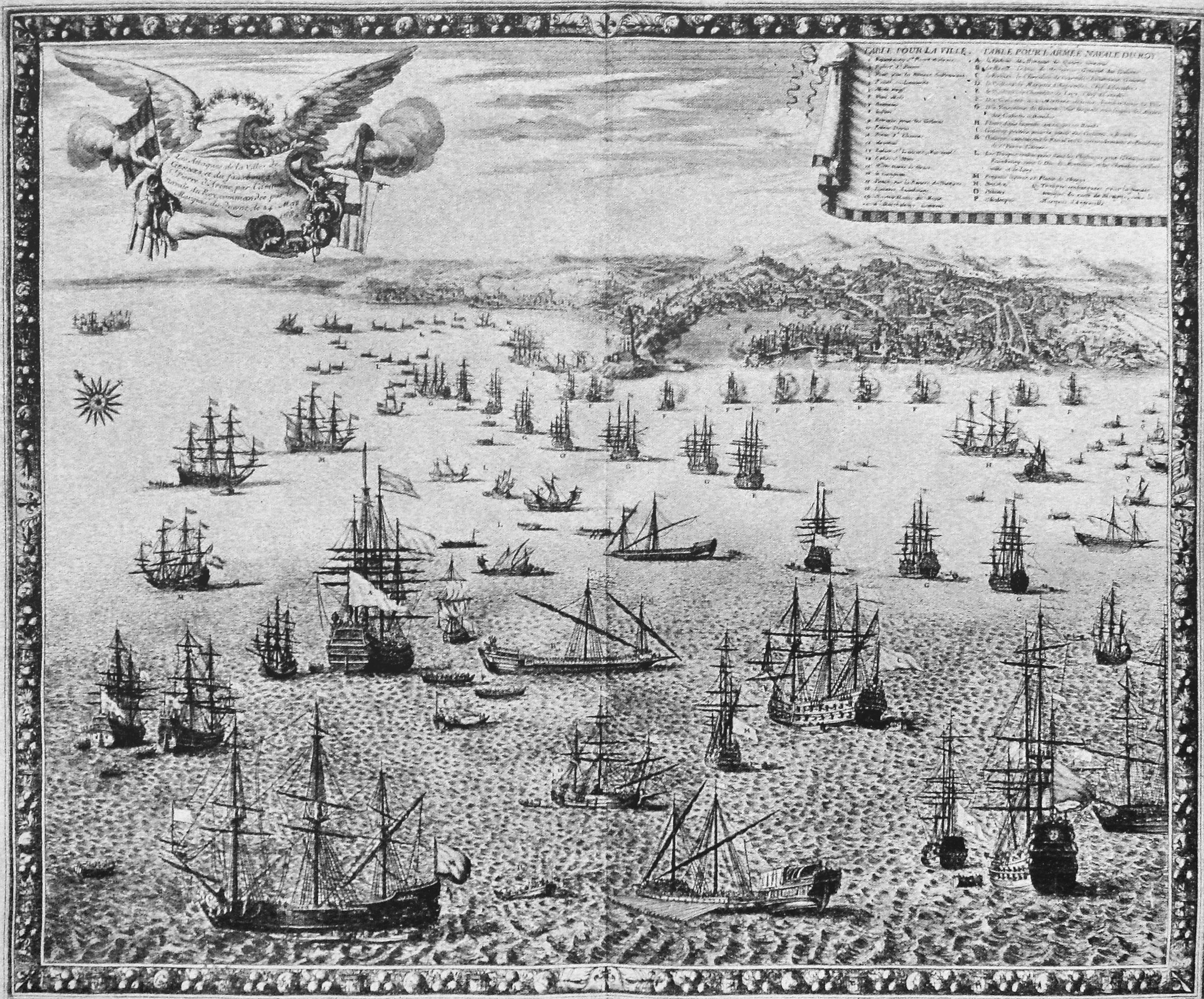
قصف الجينات بواسطة دوكين عام 1684

عندما توقف التهديد العثماني على فيينا، تمكن هابسبورغ من تحويل انتباههم إلى الغرب. اندلعت الحرب بسبب مقاومة لوكسمبورغ لمطالب لم الشمل الفرنسية، ورفضها الاستسلام للجيش الفرنسي. أعلنت إسبانيا الحرب على فرنسا في 26 أكتوبر 1683. حاصر الجيش الفرنسي تحت قيادة دوق هومير مدينة كورتري في ليلة 3-4 نوفمبر 1683. سقطت القلعة في كورتراي في 6 نوفمبر 1683. ثم تقدم هومير في دكسمويد، والتي استسلمت دون قتال في 10 نوفمبر 1683.
قام الجيش الفرنسي بقيادة المشير فرانسوا جوزيف بقصف لوكسمبورغ بـ3000 إلى 4000 قذيفة هاون بين 22 و 26 ديسمبر 1683 وانسحبوا من المدينة. ومع ذلك، بدأ الحصار الحقيقي في لوكسمبورغ في الربيع التالي عندما قام لويس، بمساعدة خبيره التقني في حرب الحصار، سيباستيان لو بريستري دي فوبان، مرة أخرى بتطويق القلعة الكبيرة في لوكسمبورغ في 29 أبريل 1684. تم الدفاع عن القلعة من قبل 2500 رجل وقاتلوا ضد الجيش الفرنسي حتى 3 يونيو 1684 عندما استسلموا. استمرت القوات الإسبانية في هولندا، بدعم من الإمبراطورية الرومانية المقدسة، في قتال الفرنسيين، حتى توصلوا إلى معاهدة نهائية في الحرب في هدنة راتيسبون في 15 أغسطس 1684. استمرت فرنسا في الاحتفاظ بجميع الأراضي التي استولت عليها أثناء الحرب، بما في ذلك ستراسبورغ ولوكسمبورغ. الإجراءات التي اتخذتها فرنسا بعد الحرب كانت تهدف فقط إلى تحويل الهدنة إلى معاهدة حقيقية دائمة.
على الرغم من إيجازها النسبي، طورت حرب لم الشمل سمعة لكونها صراعًا دمويًا بشكل خاص. صمم لويس الرابع عشر ومستشاروه العسكريون حملة من الأعمال الانتقامية العنيفة في محاولة للتأثير على الرأي العام، بهدف الضغط على مسؤولي العدو للاستسلام. خلال إحدى المعارك، أمر لوفوا كومت دي مونتال بحرق 20 قرية بالقرب من شارليروي لأن الأسبان دمروا في السابق حظيرتين على مشارف قريتين فرنسيتين، وأصر على أنه لا ينبغي أن يبقى منزل واحد واقف في العشرين قرية.
كان لجمهورية جنوة علاقة طويلة مع إسبانيا. في الواقع، أقرض مصرفيو جنوة وبوتها المالية، وعوائل سنتوريوني، وبالافيسيني وفيفالدي، منذ القرن السادس عشر، أموالًا للحكومة الإسبانية. ومع ذلك، كانت مشاركة جنوة في الحرب الأخيرة بين إسبانيا وفرنسا محدودة إلى حد ما، حيث سمحت للإسبانيين بتجنيد جنود مرتزقة على أراضي جنوة وبناء بعض المراكب للبحرية الإسبانية. ومع ذلك، حتى تلك المشاركة المحدودة كانت مفرطة بالنسبة للفرنسيين لتحملها. كعقوبة على الإزعاج والسماح للقوات الإسبانية باستخدام الميناء في جنوة، أبحر أسطول فرنسي تحت قيادة أبراهام دوكيسن من قاعدة تولون البحرية الفرنسية الكبرى على البحر المتوسط إلى جنوة في 5 مايو 1684 وبدأ قصف جنوة في 17 مايو 1684. استمر قصف جنوة لمدة 12 يومًا في مايو 1684 باستثناء فترة تأجيل استمرت من 22 مايو حتى 25 مايو 1684 للسماح بإجراء مفاوضات بشأن السلام. عندما انهارت المفاوضات، استؤنف القصف واستمر حتى 28 مايو 1684. وبشكل عام، قام الفرنسيون بإغراق 13300 قنبلة على جنوة، ما أدى إلى تدمير نحو ثلثي المدينة.